# Driscoll (Dakota du Nord)
Driscoll est une census-designated place située dans le comté de Burleigh, dans l’État du Dakota du Nord, aux États-Unis. Sa population s’élevait à 82 habitants lors du recensement de 2010.

## À noter
Bien que n’étant pas incorporée, Driscoll dispose d’un bureau de poste et d’un code postal.

## Source
- (en) Cet article est partiellement ou en totalité issu de l’article de Wikipédia en anglais intitulé « Driscoll, North Dakota » (voir la liste des auteurs).